# Киріц
Киріц (нім. Kyritz) — місто в Німеччині, розташоване в землі Бранденбург. Входить до складу району Східний Прігніц-Руппін.
Площа — 156,09 км2. Населення становить 9281 особа (станом на 31 грудня 2020 року).

## Демографія
- Динаміка населення з 1875 року в сучасних кордонах (Синя лінія: населення; Пунктир: відносна порівняльна динаміка населення землі Бранденбург; Сірий фон: період Третього Рейху; Помаранчевий фон: період НДР)
- Динаміка населення (синя лінія) і прогнози

| Рік  | Населення |
| ---- | --------- |
| 1875 | 7 639     |
| 1890 | 7 911     |
| 1910 | 7 960     |
| 1925 | 8 656     |
| 1939 | 8 839     |
| 1950 | 13 575    |
| 1964 | 11 653    |

| Рік  | Населення |
| ---- | --------- |
| 1971 | 12 477    |
| 1981 | 12 076    |
| 1985 | 12 085    |
| 1990 | 11 727    |
| 1995 | 11 442    |
| 2000 | 10 847    |
| 2005 | 10 158    |

| Рік  | Населення |
| ---- | --------- |
| 2010 | 9 537     |
| 2015 | 9 100     |
| 2016 | 9 192     |
| 2017 | 9 375     |
| 2018 | 9 303     |
| 2019 | 9 260     |
| 2020 | 9 281     |

Джерела даних вказані на Wikimedia Commons.

## Галерея

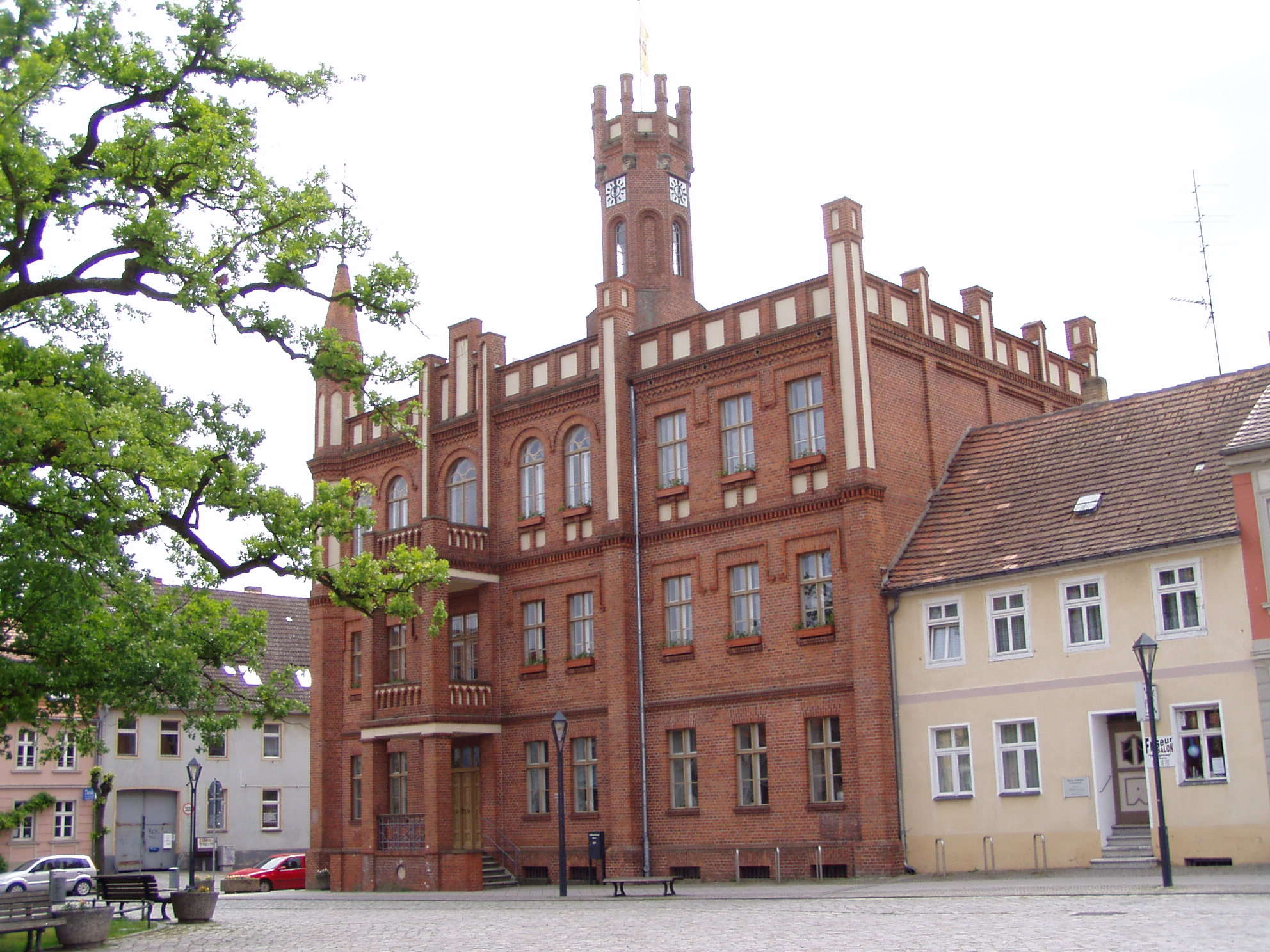
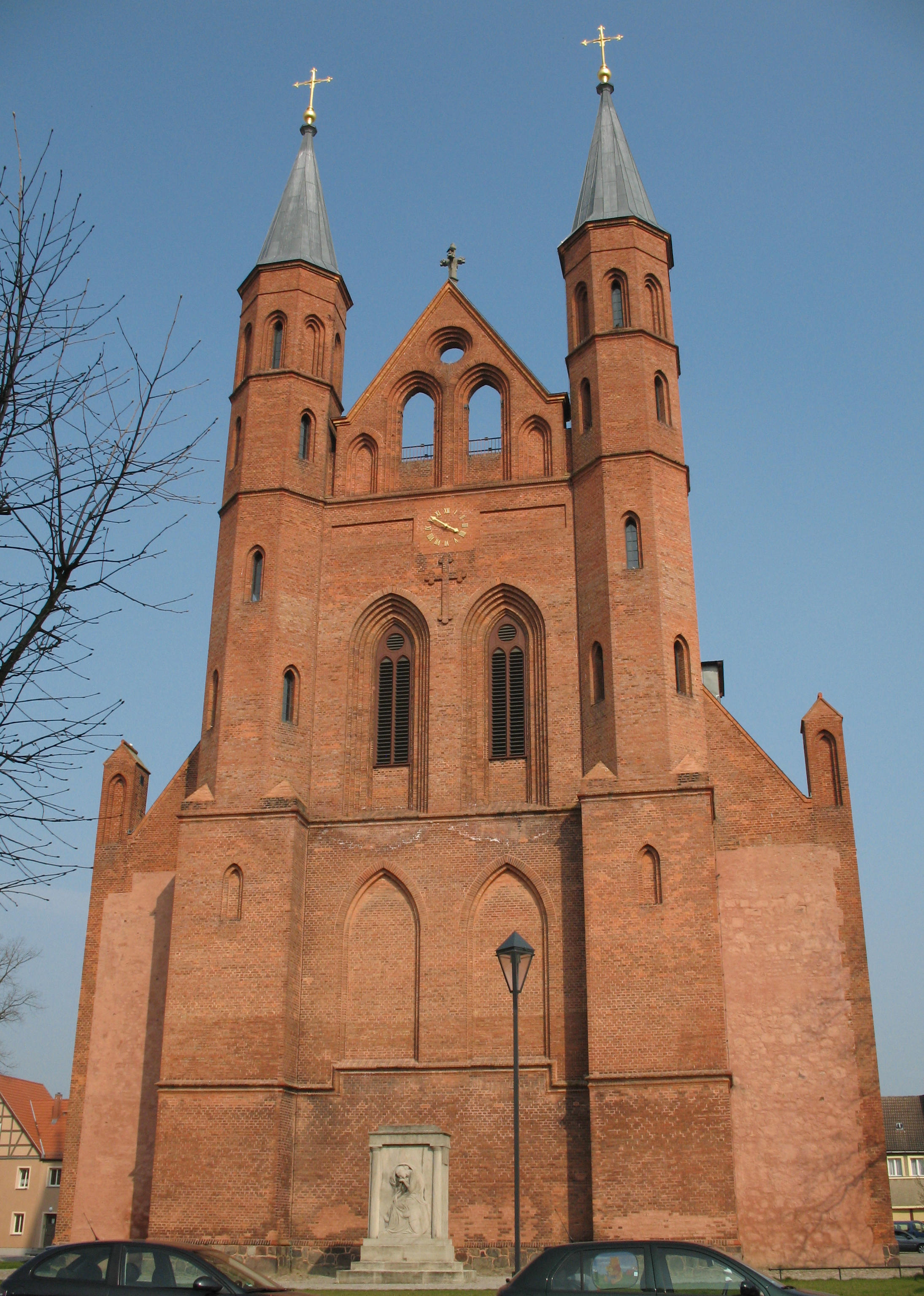
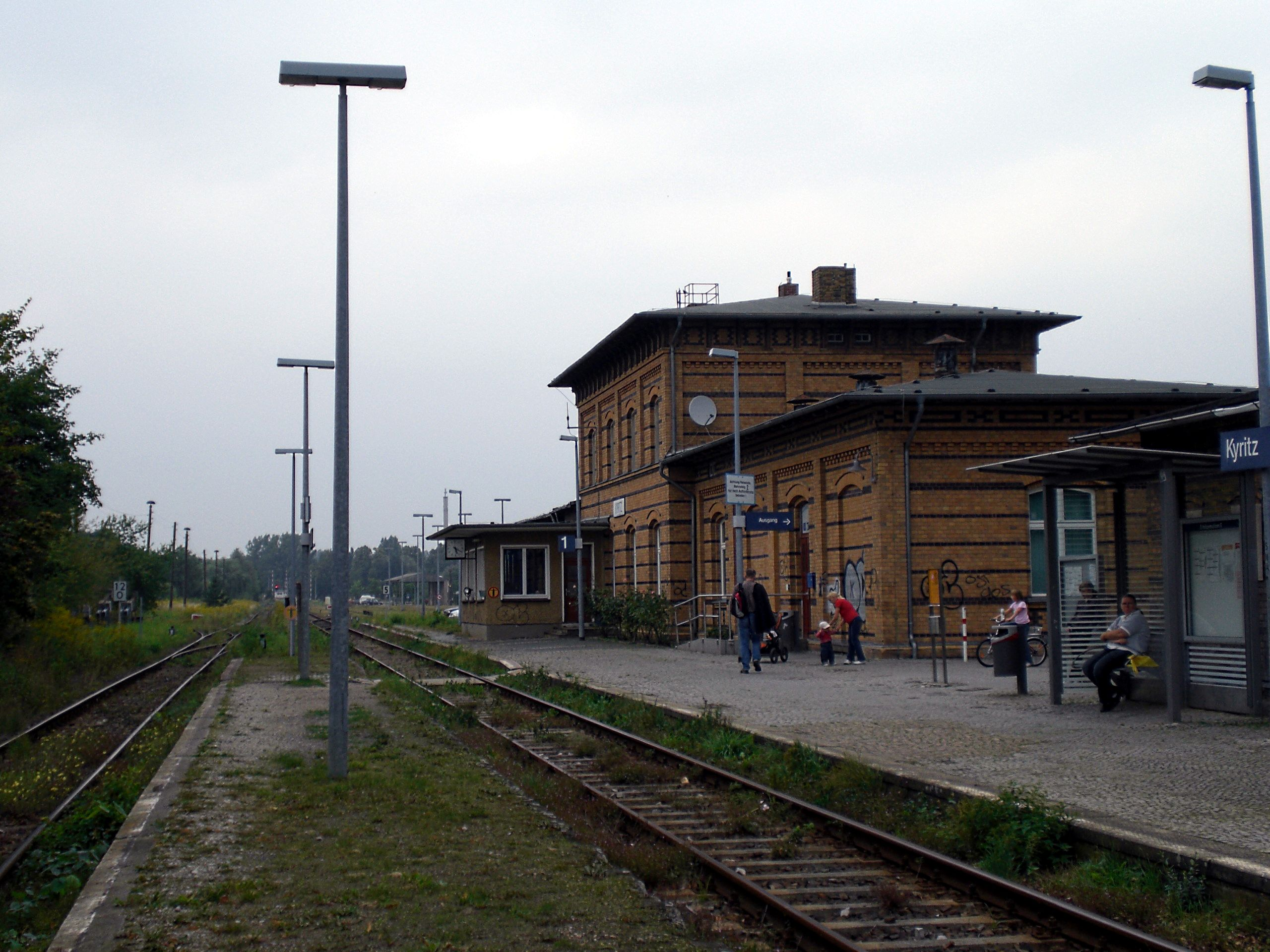
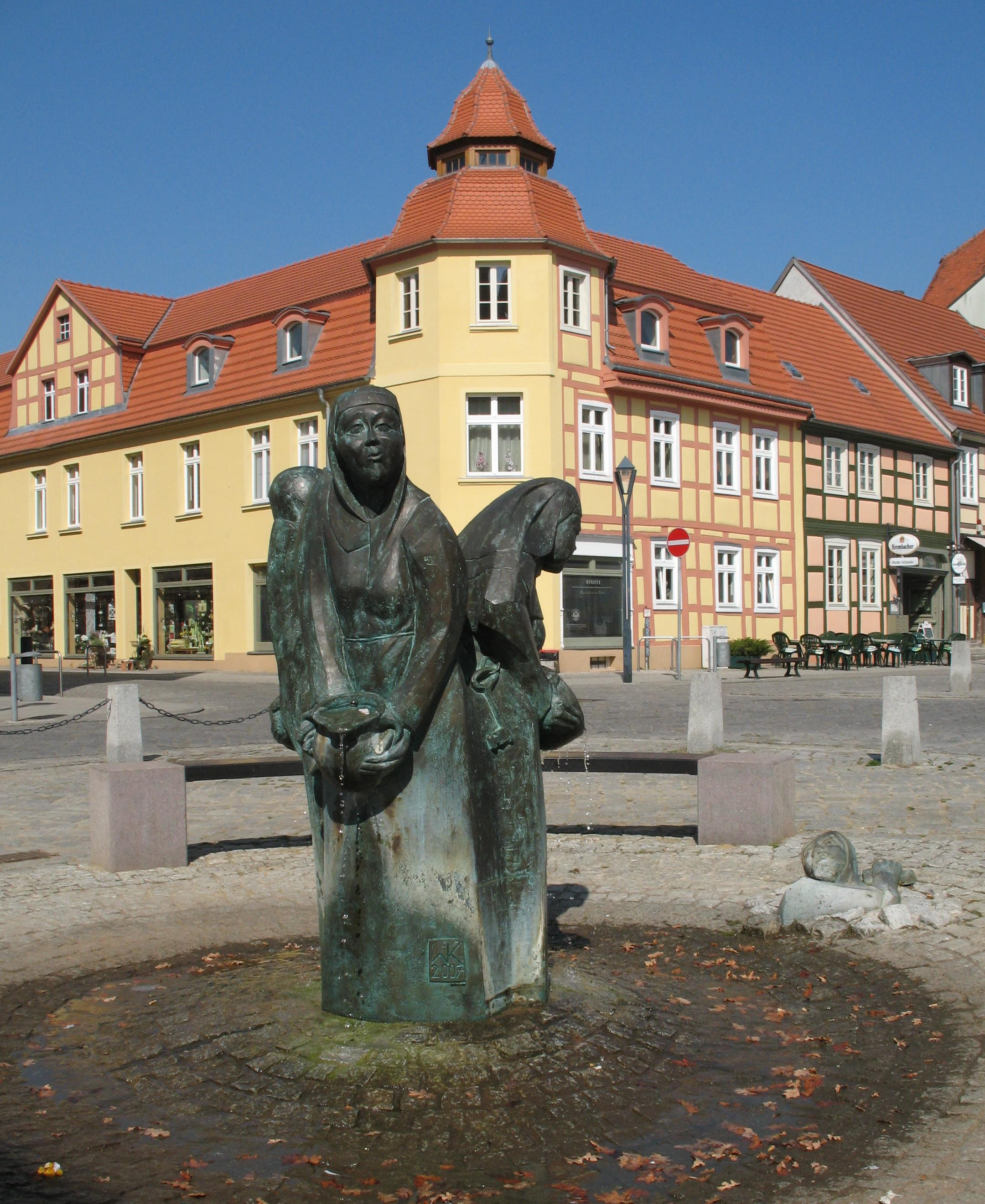
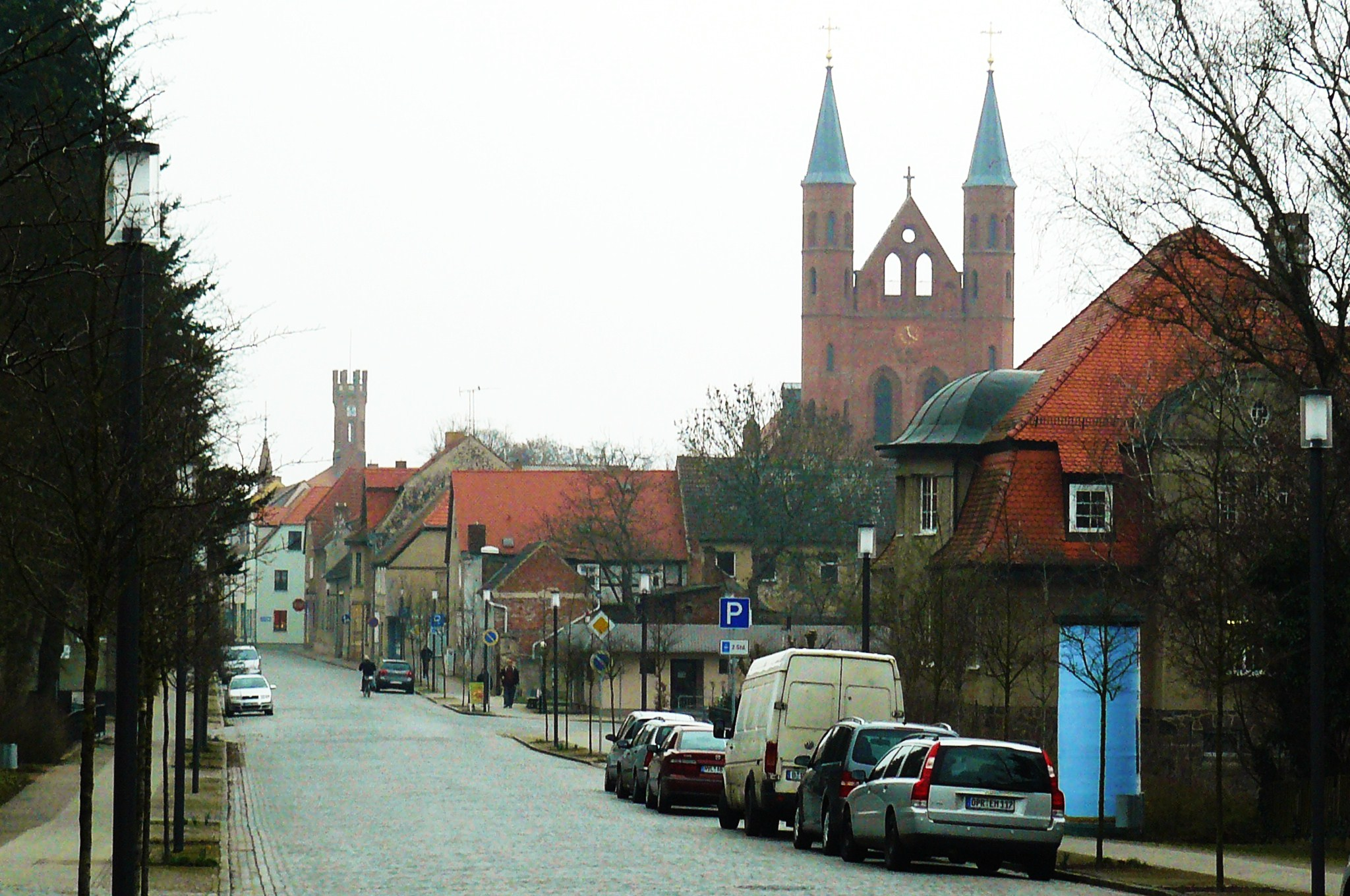